# Зарицька Катерина Миронівна
Катерина Миронівна Зарицька гербу Новина, у шлюбі Зарицька-Сорока (псевдоніми серед УПА: «Монета», «Орися», «Калина», «Легенда», паспортні псевдоніми — Анна Михайлівна Гаванчук, Марія Йосифівна Вирук; 3 листопада 1914, Коломия, Галицько-Буковинське генерал-губернаторство — 29 серпня 1986, Волочиськ, Хмельницька область, УРСР) — українська військова та політична діячка та членкиня ОУН, зв'язкова Романа Шухевича, організаторка і керівниця Українського Червоного Хреста.

## Життєпис
Народилася 3 листопада 1914 року в Коломиї (окупована Російською імперією Галичина, за російським адмінподілом місто входило у склад Галицько-Буковинського генерал-губернаторства, нині Івано-Франківської області, Україна). Батько — український учений-математик та педагог, професор Львівського державного університету, дійсний член Наукового Товариства ім. Т. Шевченка, фундатор української математичної культури та доктор філософії Мирон Онуфрійович Зарицький. Мати Володимира Іванівна Зарицька (до шлюбу Зафійовська). Її мати Володимира була дочкою священника Івана Зофійовського, батько Мирон теж був сином пароха (так називали приходських священників на Галичині) – отця Онуфрія Зарицького.

### Освіта
Дівчина займалася музикою й спортом – у Музичному інституті імені Миколи Лисенка та спортивних гуртках Українського Спортового Союзу. У 1915—1919 роках проживала в Новому Селі поблизу Підволочиська. У 1924—1926 роках навчалася в гімназії в Тернополі, з 1926-го — у приватній гімназії сестер Василіянок у Львові (тепер лінгвістична гімназія), яку закінчила в 1932 році. Згодом здобула диплом інженера геодезії у Львівській політехніці. Паралельно вона вивчала іноземні мови: німецьку, англійську та французьку та грала на фортепіано. Будучи гімназисткою дівчина була активною «пластункою», брала участь у діяльності Товариства наукових викладів ім. Петра Могили.

### Діяльність в ОУН

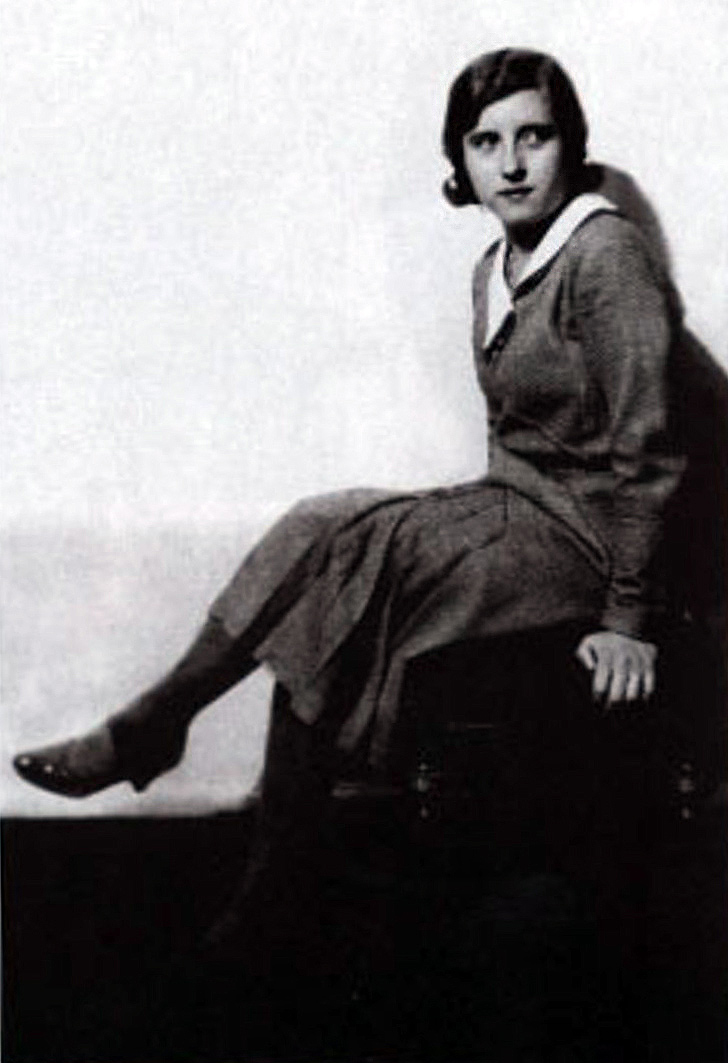
Катерина Зарецька бл. 1930 р.

З 1930 року — діячка ОУН. Протягом 1931—1932 років була вже відділу пропаганди юнацької мережі ОУН та входила до дівочої бойово-розвідувальної п'ятірки під керівництвом Марії Кос. До її складу входили також Дарія Гнатківська, Віра Свєнціцька та Олена Недзвєцька. Разом вони виконували таємні завдання ОУН.

### Варшавський процес
У 1935—1936 роках була заарештована й засуджена на Варшавському процесі за підозрою участі в замаху на міністра внутрішніх справ Польщі Броніслава Перацького, який відбувся 15 серпня того ж року до 8-ми років ув'язнення, однак апеляційний суд скоротив термін до 6-ти років, а на підставі амністії термін зменшено до 4-х. Згодом засуджена на Львівському процесі до 5-ти років тюрми, однак термін був скорочений на підставі амністії до 2,5 років. Сумарно за вироками двох процесів мала відсидіти 6,5 років, однак після апеляції ії цей термін скоротили до 4 років.
Її та ще 22 особи (Степана Бандеру, Романа Мигаля, Богдана Підгайного, Івана Малюцу та інших) звинуватили в організації і здійснені вбивств директора гімназії Івана Бабія, агента поліції Якова Бачинського та працівника консульства СРСР Андрія Майлова та у приналежності до ОУН. Зокрема Катерині закидали стеження за підкомісаром поліції Коссобудзьким і підозрюваним у співпраці з поліцією Яковом Бачинським, яких ОУН мала намір вбити. Також її підозрювали у підготовці вибуху в редакції газети «Праця» 7 червня 1934 року. Покарання Катерина відбувала у Львові, Варшаві, Станиславові й Чорткові.

### Життя після ув'язнення
Вийшла на волю в грудні 1938 року. У Станиславівській в’язниці «Діброва» вона зустрілась в тюремній капличці знайомого – Михайла Сороку. Вони зналися ще з дитинства, разом навчалися у тернопільській гімназії. Михайло також був з ОУН, зокрема, був провідником крайової екзекутиви, за що й був ув’язнений у 1937 році. 5 листопада 1939 року взяла шлюб у Соборі святого Юра з Михайлом Сорокою.

### Арешт НКВД
Вже у березні 1940 року енкаведисти, розшукавши в польських архівах справу Зарицької, прийшли арештувати її. Михайло, який намагався вступитися за вагітну дружину, якось захистити її, також був затриманий, а пізніше й засуджений до 8 років таборів. Звинувачення обом було таке – «були одними з активних діячів ОУН».
З березня 1940 року до червня 1941 року Катерина Зарицька провела у в'язниці НКВС «Бригідки» у Львові, де народила сина Богдана, майбутній український художник-графік. За півроку його відібрали й передали її батькам – вони й займалися вихованням хлопчика.
Михайло був засланий до Сибіру, де й у таборі не лише виживав, а створив підпільну організацію «ОУН-Північ», одним із ключових завдань якої було моральне та фізичне збереження українців у засланні. Звільнившись буквально на кілька місяців, він знову опинився за ґратами – за той же зв’язок з ОУН. Йому присудили 3 роки заслання в Красноярський край, а потім звинуватили вже у держзраді, антирадянській агітації, організації підпілля та підготовці повстання, що за його відсутності відбулося у Воркутинських таборах. Після нечувано жорстокого слідства (відомо, що деякі в’язні, які проходили в цій справі, наклали на себе руки, хтось збожеволів і багато хто оббрехав себе, не витримавши катувань), Михайла Сороку засудили до смертної кари. Втім, потім «змилувались» і замінили покарання на 25 років неволі. Від тоді Зарицька більше не бачила свого чоловіка.

## Діяльність під час Другої світової війни
26 червня 1941 року, коли німці бомбардували Львів, охорона «Бригидок» розбіглася, і багатьом в’язням вдалося вирватися на волю, серед них була й Катерина. 30 червня у Львові було проголошено відновлення Української Держави, й Катерина знов активно долучилася до політичної діяльності. Вона організувала у місті підпільну жіночу мережу, займалась політосвітою серед жіноцтва, забезпеченням ліків, підготовкою санітарів тощо. Протягом 1941—1943 років — крайова провідниця жіночої мережі ОУН, з 1943 організаторка й керівниця Українського Червоного Хреста, також працювала у відділі пропаганди ОУН, писала політичні статті. У 1945 році за свою працю Зарицька була нагороджена Срібним хрестом заслуги УПА.
З 1945 до 1947 року — зв'язкова Головного Командира УПА Романа Шухевича. З того часу вона отримала псевдо «Монета» (чому таке, достеменно невідомо). Вона жила під прізвищем нібито польської переселенки Марії Вирюк. Її завданням було шукати й облаштовувати конспіративні квартири-криївки для Шухевича у різних місцях – у Заболотівці, Раю, Львові, Княгиничах, Грімному.
21 вересня 1947 року заарештована органами НКВС у Ходорові та засуджена до 25-ти років ув'язнення.
Перебувала у Верхньоуральській та Владимирській тюрмах, у 1969 році переведена до табору суворого режиму в Мордовії. Вийшла на волю 21 (22) вересня 1972 року із забороною проживати в Західній Україні. В зв'язку з цим поселилась у м. Волочиськ Хмельницької області.
Померла 29 серпня 1986 року. Перепохована на Личаківському цвинтарі. У вересні 1991 р., коли з Сибіру привезли останки чоловіка Михайла Сороки, останки Катерини Зарицької перепоховали в їхній спільній могилі.
З червня 2022 року її іменем названа вулиця у місті Волочиськ.

## Нагороди
- Згідно з Наказом Головного військового штабу УПА ч. 1/45 від 25.04.1945 р. референтка УЧХ крайового проводу ОУН ЗУЗ Катерина Зарицька — «Калина» нагороджена Срібним хрестом заслуги УПА.

## Вшанування пам'яті
- У місті Львові є курінь ч. 30 ім. Катрусі Зарицької. Заснований 26 березня 1995 року ст. пл. Лесею Онишко (зв'язкова) та гурточками «Мангусти», «Фіалки», «Хом'ячки» та «Проліски». Станом на 2024 рік діють гуртки «Мандрагори», «Панди», «Ящірки», «Шпигунки», «Зефірки», «Невагомі», «Палкі», «Відчайдушні» та «Мухоморчики»
- На честь батька Мирона Зарицького та Катерини Зарицької в 1991 році названа вулиця Зарицьких у Галицькому районі Львова (до 1991 р. — вул. Воровського); родина Зарицьких мешкала на цій вулиці в будинку № 27.[6]
- 14 жовтня 2017 р. від імені Координаційної ради з ушанування пам'яті нагороджених Лицарів ОУН і УПА у Львові Срібний хрест заслуги УПА (№ 007) переданий Любі Сороці, невістці Катерини фон Зарицької-Сороки — «Калини».

### Вулиці Катерини Зарицької
- м. Коломия
- м. Конотоп
- м. Волочиськ